# Димо Костов
Димо Костов е български състезател по борба.

## Биография
Роден е в село Рогозиново през 1947 г. Участник на няколко европейски и световни първенства по свободна борба:
- На световното първенство през 1973 г. завършва на 4-то място в категория 90 кг.
- На световното първенство през следващата година е 5-и в категория 100 кг.
- На световното през 1975 г. отново е 5-и в същата категория
- На европейското първенство през 1973 г. е трети в категория до 90 кг.
- На европейското първенство през 1975 г. отново е трети, но в категория 100 кг.
- Бронзов медалист в категория до 100 кг от летните олимпийски игри в Монреал през 1976 г., където губи само от руснака Яригин и американеца Хеликсън.
- С решение на Градския народен съвет през август 1976 г. Димо Костов става първият спортист удостоен със званието „Почетен гражданин на Хасково“.